# Mirko y Stjepan Seljan

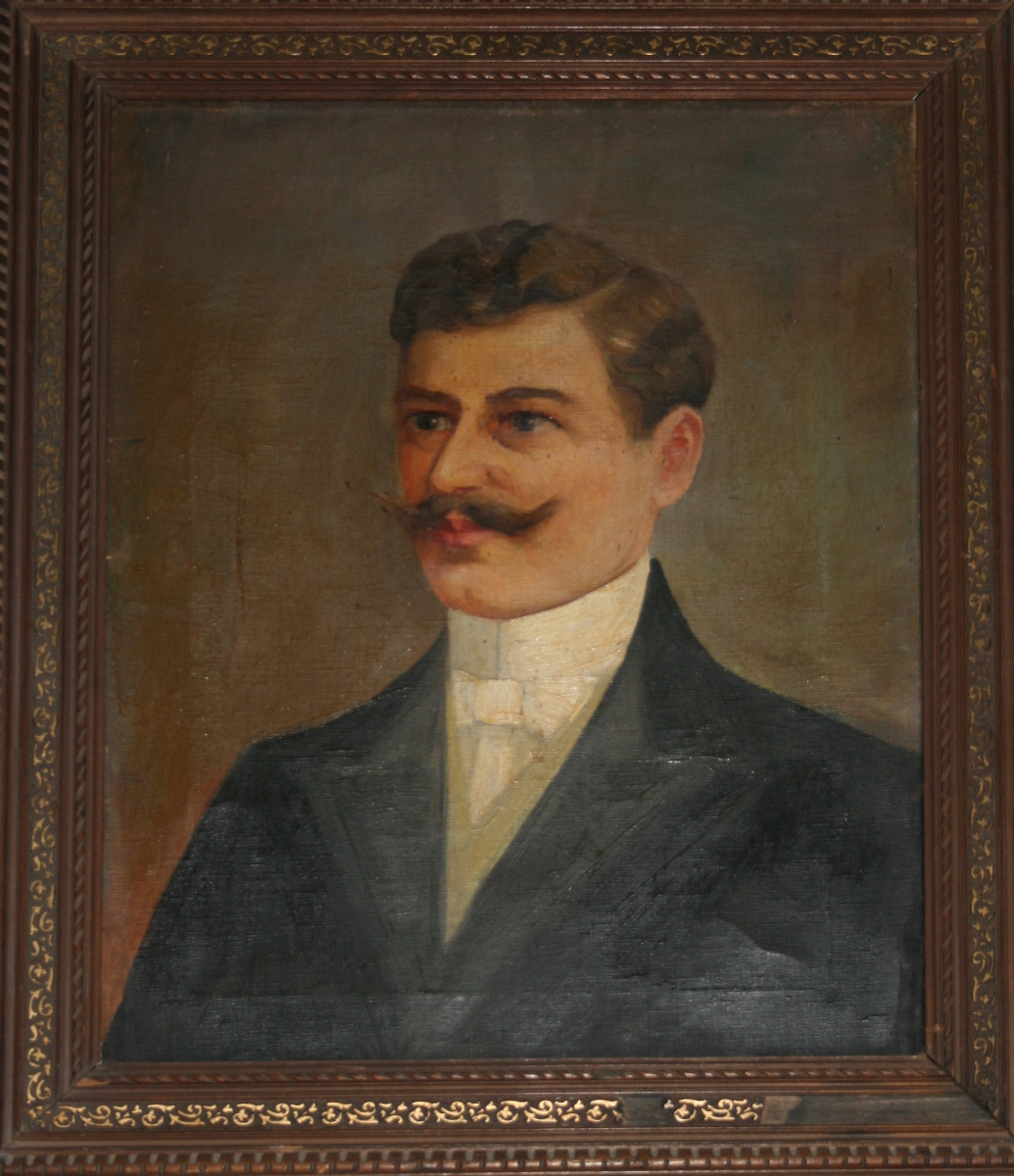
Mirko Seljan

Mirko Seljan (Karlovac, 5 de abril de 1871 – Selva amazónica, c. 1913) y Stjepan Seljan (Karlovac, 19 de agosto de 1875 – Ouro Preto, 7 de junio de 1936) fueron dos hermanos exploradores croatas.

## Biografía

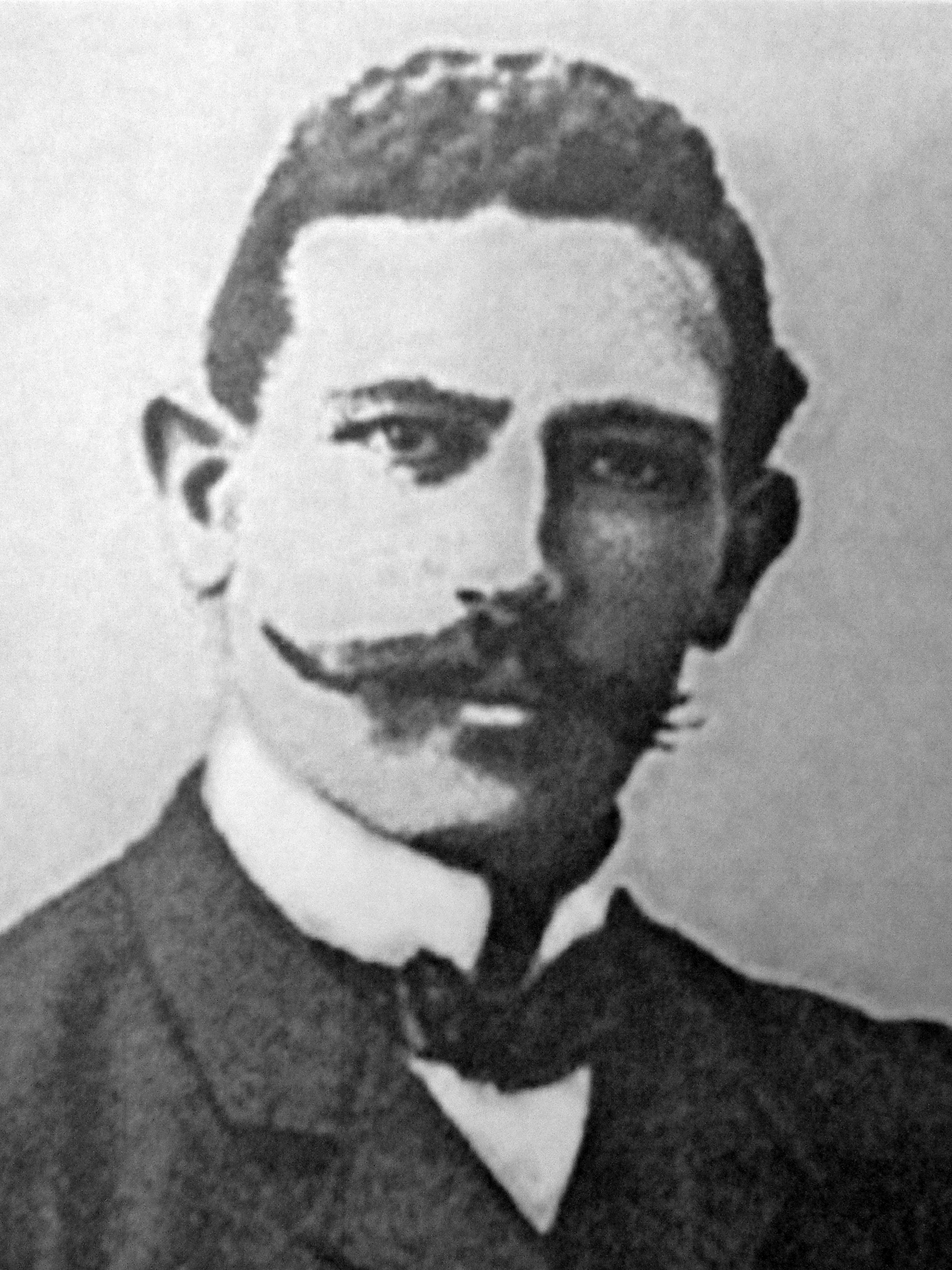
Stjepan Seljan

### Primeros años
Los hermanos viajaron por varios países europeos. En 1898, Mirko era conocido como el "Campeón Trotamundos" por haber recorrido a pie la distancia entre París y San Petersburgo.

### Estancia en África
En enero de 1899, salieron de Karlovac hacia Trieste y desde allí navegaron hasta Alejandría. Visitaron El Cairo y luego navegaron por el río Nilo hacia Sudán. Tras regresar a El Cairo, se dirigieron a Puerto Said, Yibuti y Adén, llegando al estrecho de Bab el-Mandeb. Visitaron la localidad costera de Obock y finalmente llegaron a Harrar y Adís Abeba, ya en Etiopía.  
El emperador etíope Menelik II les proporcionó una escolta de trescientas personas para continuar su expedición hacia el sur. Mirko fue nombrado gobernador de la provincia meridional de Etiopía y su hermano Stjepan vicegobernador. Los hermanos Seljan estuvieron tres años delimitando la frontera entre Etiopía y Kenia. Las fronteras actuales entre los estados de Etiopía, Sudán y Kenia en torno al lago Turkana son las mismas que se trazaron en aquella misión.  

### Exploraciones por Sudamérica
En abril de 1903, los dos hermanos partieron hacia Río de Janeiro con la intención de recorrer territorios poco conocidos y establecer rutas y puestos comerciales, pues el gobierno brasileño estaba interesado en fomentar el comercio en la zona oeste del país. Los Seljan contactaron con los guaraníes alrededor del río Aguapehu y cartografiaron intensivamente la región. A fines de 1903, se dirigieron hacia Asunción y terminaron su viaje en el río Paraná. Luego partieron hacia las cataratas del Iguazú y también realizaron investigaciones para el estado de Santa Catarina.   
A principios de 1905, después de cruzar los Andes a pie y en mulas desde Argentina, los Seljan llegaron a Chile. Planearon una nueva expedición para acercarse al río Amazonas desde el sur y en mayo del mismo año partieron hacia Montevideo. Debido a los extensos preparativos, comenzaron bastante tarde la expedición, en 1908. Desanimados por las demoras en la obtención de permisos, regresaron a Chile con la esperanza de viajar a Perú y Bolivia. En 1911, exploraron el desierto de Atacama y la región de Tarapacá, en el norte chileno, y luego viajaron al Perú, con el propósito de colaborar con el gobierno del país en la construcción de carreteras que conectasen las dos partes del país, desde los Andes hasta la cuenca del Amazonas. 

### Últimos años
En octubre de 1912 los hermanos se separaron. Stjepan se dirigió a Estados Unidos para iniciar nuevos contratos comerciales, mientras que Mirko decidió adentrarse por su cuenta en la selva amazónica, en la que desapareció. Stjepan continuó buscando yacimientos minerales hasta que, en 1917, decidió establecerse en Ouro Preto, donde falleció en 1936.